# 沙梨頭土地廟
沙梨頭土地廟是澳門一家土地廟，位於沙梨頭麻子街52-54號。是澳門各家土地廟中歷史最悠久、規模最宏大的一家。
土地廟依山面海而建，各殿一字排開，分別為梨山聖母殿或先鋒殿、永福古社土地廟、水月宮（觀音巖）以及醫靈廟，分別供奉土地公公、觀音、華陀、先鋒正神、梨山聖母。
殿側牆上有立於乾隆五十四年（1789年）的石碑。另外水月宮前牌坊有明季大學士何吾騶書的「水月宮」三字。而土地殿的原名「永福」，是宋端宗的陵號，故廟宇的歷史被認為始於南宋末年。廟宇先後在嘉慶年間、民國十三年（1924年）、1998年、2014年進行修復工程。廟旁的更館社學，更是沙梨頭坊眾學校的前身。